# Radówko
Radówko – kolonia w północno-zachodniej Polsce, położona w województwie zachodniopomorskim, w powiecie łobeskim, w gminie Radowo Małe.
W latach 1946-1998 miejscowość należała administracyjnie do województwa szczecińskiego.
Zobacz też: Radowo Małe